# Арлінгтон (округ Раш, Індіана)
Арлінгтон (англ. Arlington) — переписна місцевість (CDP) в США, в окрузі Раш штату Індіана. Населення — 408 осіб (2020).

## Географія
Арлінгтон розташований за координатами 39°39′1″ пн. ш. 85°35′5″ зх. д. / 39.65028° пн. ш. 85.58472° зх. д. (39.650355, -85.584857).  За даними Бюро перепису населення США в 2010 році переписна місцевість мала площу 3,84 км², з яких 3,79 км² — суходіл та 0,05 км² — водойми.

## Демографія
Згідно з переписом 2010 року, у переписній місцевості мешкали 433 особи в 164 домогосподарствах у складі 126 родин. Густота населення становила 113 особи/км².  Було 192 помешкання (50/км²).
Расовий склад населення:
| - 97,7 % — білих - 0,7 % — азіатів - 0,5 % — чорних або афроамериканців - 0,2 % — вихідців з тихоокеанських островів - 0,2 % — корінних американців |

До двох чи більше рас належало 0,7 %. Частка іспаномовних становила 0,5 % від усіх жителів.
За віковим діапазоном населення розподілялося таким чином: 24,7 % — особи молодші 18 років, 60,5 % — особи у віці 18—64 років, 14,8 % — особи у віці 65 років та старші. Медіана віку мешканця становила 39,9 року. На 100 осіб жіночої статі у переписній місцевості припадало 104,2 чоловіків;  на 100 жінок у віці від 18 років та старших — 109,0 чоловіків також старших 18 років.
За межею бідності перебувало 4,1 % осіб, у тому числі 0,0 % дітей у віці до 18 років та 0,0 % осіб у віці 65 років та старших.
Цивільне працевлаштоване населення становило 182 особи. Основні галузі зайнятості: освіта, охорона здоров'я та соціальна допомога — 19,2 %, виробництво — 14,3 %, роздрібна торгівля — 13,7 %.